# Кумская операция
Кумская операция (23 ноября (5 декабря) — 9 (22) декабря 1915 года) — наступательная операция частей русского экспедиционного кавалерийского корпуса в Северо-Западном Иране в ходе Персидской кампании Первой мировой войны.
Была предпринята одновременно с Хамаданской операцией; для её проведения был образован Кумский отряд полковника И. Н. Колесникова в составе 1-го Запорожского и 1-го Горско-Моздокского полков (1/2 батальона, 6 сотен и 2 орудия). Целью операции было овладение городом Кумом, расположенным в 250 км к югу от базы корпуса в Казвине и ставшим главным центром германской агентуры во главе с графом Георгом фон Каницем, а также резиденцией комитетов национальной обороны и защиты ислама, созданными демократической фракцией меджлиса. Обосновавшиеся в городе противники шаха провозгласили образование национального правительства и выпустили воззвание с призывом к населению выступить против официального правительства и войск Антанты.
Силы противника, расположенные в Куме, оценивались в 2 тыс. чел. при двух орудиях.
Выступив из Казвина 23 ноября (5 декабря), Кумский отряд, при котором до 8 (21) декабря находился командир корпуса князь Н. Н. Баратов, к 3 (16) декабря подошёл к селению Лалекян, к западу от которого находилось до трёх конных и одной пешей сотен противника. Разгромив их 4—5 (17—18) декабря, русские оставили часть сил в Лалекяне и выступили к Саве, занятому двумя тысячами наёмников германского консула. Город был взят 7 (20) декабря, противник бежал в Кум.
8 (21) декабря русские подошли к Куму. Поскольку в городе находились почитаемые шиитские святыни, Баратов вызвал на переговоры представителей местного духовенства и губернатора Кумского остана, с которыми договорился о порядке ввода и размещения войск.
Германский консул, иранские парламентарии и 3 тыс. жандармов бежали на юго-восток в Кашан. 9 (22) декабря отряд Колесникова вступил в Кум, тем самым обеспечив Тегеран с юга. Накануне были получены известия о готовящемся наступлении отряда противника на столицу, и Баратов отдал приказ Тегеранскому отряду наступать на Рабат-Керим.
1-й Запорожский полк был оставлен в Куме для обеспечения направления на Исфахан, а 1-й Горско-Моздокский в дальнейшем занял Боруджерд в Лурестане, «с целью держать в повиновении могущественное племя луров».